# North Pier Apartments
North Pier Apartments è un grattacielo di Chicago, Illinois.

## Caratteristiche
L'edificio, completato nel 1990 e ha 61 piani e si erge per 177 metri. La torre, progettata da Dubin Dubin Black e Moutoussamy, è il 43 °edificio più alto di Chicago. La facciata degli edifici ha pannelli grigio scuro, marrone rossiccio e rosa con un motivo astratto. Prende il nome dal North Pier, un lungo complesso di edifici a ovest lungo Ogden Slip. È stata definita torre gemella di Lake Point Tower, un altro grattacielo nelle vicinanze. 
La North Pier Apartment Tower è stata ufficialmente ribattezzata "474 North Lake Shore Drive" quando l'edificio è stato convertito in condomini nel 2005.